# Wapen van Maren

Het wapen van Maren

Het wapen van Maren is op 16 juli 1817 bij besluit van de Hoge Raad van Adel aan de voormalige Noord-Brabantse gemeente Maren bevestigd. Op 1 januari 1821 is Maren opgegaan in de gemeente Alem, Maren en Kessel. Deze gemeente heeft nooit een zegel aangevraagd, maar gebruikte het wapen van Maren, in andere kleuren, officieus tot aan de opheffing in 1958. Maren werd ingedeeld bij Lith. In het wapen van Lith zijn geen elementen overgenomen uit het wapen van Maren. Sinds 1 januari 2011 valt Maren onder Oss.

## Geschiedenis
Maren had een schependomszegel met een lindeboom waaraan een schildje hing. In 1811 had men echter een ander zegel in gebruik, met een gaande leeuw. De herkomst daarvan is onbekend. Burgemeester De Werdt schreef bij aanvraag dat het zegel dat in gebruik was bestond uit "een leeuwken en rond om stond omschreven gemeentens zegel van Maren...". Dit wapen is verleend in rijkskleuren, omdat bij de aanvraag geen kleuren waren gespecificeerd. Het wapen, maar met de kleuren zwart op zilver, werd na de fusie met Alem en Kessel door de nieuwe gemeente officieus gebruikt als wapen.

## Blazoen
De beschrijving van 16 juli 1817 luidt als volgt: 
In azuur een gaande leeuw van goud.
De heraldische kleuren in het wapen zijn lazuur (blauw) en goud (geel). Dit zijn de rijkskleuren.

## Verwant wapen
Na de fusie met Alem en Kessel gebruikte die gemeente het volgende wapen, afgeleid van het wapen van Maren:

Het officieuze wapen van Alem, Maren en Kessel

Aalburg
· Aalst
· Aarle-Rixtel
· Alem 
· Alem, Maren en Kessel
· Almkerk
· Alphen en Riel
· Andel
· Baardwijk
· Bakel en Milheeze
· Beek en Donk
· Beers
· Berghem
· Berkel-Enschot
· Berlicum
· Besoyen
· Beugen en Rijkevoort
· Bladel en Netersel
· Bokhoven
· Borkel en Schaft
· Boxmeer
· Budel
· Capelle
· Chaam
· Cromvoirt
· Cuijk
· Cuijk en Sint Agatha
· De Werken en Sleeuwijk
· Den Dungen
· Deurne en Liessel
· Dieden, Demen en Langel
· Diessen
· Dinteloord (en Prinsenland)
· Dinther
· Dommelen
· Drongelen, Haagoort, Gansoijen en Doeveren
· Drunen
· Duizel en Steensel
· Dussen
· Eersel
· Eethen
· Emmikhoven en Waardhuizen
· Empel en Meerwijk
· Engelen
· Erp
· Esch
· Escharen
· Fijnaart en Heijningen
· Gassel
· Geffen
· Geldrop
· Gemert
· Genderen
· Gestel en Blaarthem
· Giessen
· Ginneken en Bavel
· Grave
· 's Gravenmoer
· Haaren 
· Halsteren
· Haps
· Haren en Macharen
· Hedikhuizen
· Heesch
· Heeswijk
· Heeswijk-Dinther
· Heeze
· Helvoirt
· Herpt
· Hoeven
· Hooge en Lage Mierde
· Hooge en Lage Zwaluwe
· Hoogeloon, Hapert en Casteren
· Huijbergen
· Kessel
· Klundert
· Landerd
· Leende
· Liempde
· Lierop
· Lieshout
· Linden
· Lith
· Luyksgestel
· Maarheeze
· Maasdonk
· Maashees en Overloon
· Made en Drimmelen
· Maren
· Meeuwen
· Megen, Haren en Macharen
· Mierlo
· Mill en Sint Hubert
· Moergestel
· Nederwetten en Eckart
· Nieuw-Ginneken
· Nieuw-Vossemeer
· Nieuwkuijk
· Nistelrode
· Nuenen en Gerwen
· Nuland
· Oeffelt
· Oerle
· Oijen en Teeffelen
· Oost-, West- en Middelbeers
· Oploo, Sint Anthonis en Ledeacker
· Ossendrecht
· Oud en Nieuw Gastel
· Oudenbosch
· Oudheusden
· Princenhage
· Prinsenbeek
· Putte
· Raamsdonk
· Ravenstein
· Reek
· Reusel
· Riethoven
· Rijsbergen
· Rijswijk
· Roosendaal en Nispen
· Rosmalen
· Sambeek
· Schaijk
· Schijndel
· Sint Anthonis
· Sint-Michielsgestel
· Sint-Oedenrode
· Soerendonk, Sterksel en Gastel
· Sprang
· Sprang-Capelle
· Standdaarbuiten
· Stiphout
· Stratum
· Strijp
· Terheijden
· Teteringen
· Tongelre
· Uden
· Udenhout
· Veen
· Veghel
· Veldhoven en Meerveldhoven
· Velp
· Vessem, Wintelre en Knegsel
· Vierlingsbeek
· Vlierden
· Vlijmen
· Vrijhoeve-Capelle
· Wanroij
· Waspik
· Werkendam
· Westerhoven
· Wijk en Aalburg
· Willemstad
· Woensel (en Eckart)
· Woudrichem
· Wouw
· Zeeland
· Zesgehuchten
· Zevenbergen